# Eleutherodactylus melacara
Espèce
Statut de conservation UICN

 EN B1ab(iii)+2ab(iii) : En danger
Eleutherodactylus melacara  est une espèce d'amphibiens de la famille des Eleutherodactylidae.

## Répartition
Cette espèce est endémique de la Cuba. Elle se rencontre dans les provinces de Santiago de Cuba et de Granma de 840 à 1 980 m d'altitude dans la Sierra Maestra.

## Publication originale
- Hedges, Estrada & Thomas, 1992 : Three new species of Eleutherodactylus from eastern Cuba, with notes on vocalizations of other species (anura: leptodactylidae). Herpetological Monographs, vol. 6, p. 68-83 (texte intégral).